# Villaviciosa (kommun i Asturien)
Villaviciosa är en kommun i Spanien.  Den ligger i den autonoma regionen Asturien i norra delen av landet, 400 km norr om huvudstaden Madrid. Antalet invånare är 15 342 (2024).  Arean är 276 kvadratkilometer. Villaviciosa gränsar till Siero, Gijón, Sariego, Cabranes, Nava, Piloña och Colunga. 